# خلافة مينداناو الإسلامية
خلافة مينداناو الإسلامية هي منظمة جهادية تسعى إلى إقامة دولة إسلامية مستقلة في مينداناو في الفلبين. يقود الجماعة رجل دين إسلامي يعرف باسم همام عبد النجيد. توصف المنظمة في بعض الأحيان بأنها منظمة جامعة تتألف من الجماعة الإسلامية، وجماعة أبو سياف، ومقاتلي حرية الإسلام في بانغسامورو، والعدل من أجل الإسلام، وأعضاء الجماعات الإسلامية المسلحة الأخرى. وفقًا للمعهد الفلبيني للبحوث المتعلقة بالسلام والعنف والإرهاب، كان للمنظمة خمسة مؤسسين، ذو الكفل عبداهر الذي قتل في 25 يناير 2015 من قبل ضباط قوة العمل الخاصة خلال عدة معارك بلغت ذروتها في اشتباك ماماسابانو، وأمير م، وأمير عبد الرحمن، وأمير كوبتو، وأمير همام عبد النجيد. اعتمدت الجماعة علم الدولة الإسلامية في العراق والشام.
أكد رئيس القوات المسلحة الفلبينية إيمانويل باوتيستا وجود هذه المجموعة في شهر أغسطس 2013، على الرغم من أن التقارير عن هذه المجموعة قدمت في وقت مبكر قبل عامين من هذا التاريخ.